# Diamond Springs, Kalifornien
Diamond Springs är en ort (CDP) i El Dorado County, i delstaten Kalifornien, USA. Enligt United States Census Bureau har orten en folkmängd på 11 037 invånare (2010) och en landarea på 43,1 km².